# Tramwaje w Puli
Tramwaje w Puli − zlikwidowany system komunikacji tramwajowej we włoskim (obecnie chorwackim) mieście Pula, działający w latach 1904–1934.
Prace przy budowie linii tramwajowej rozpoczęto w 1902. Oficjalne otwarcie linii tramwaju elektrycznego miało miejsce 24 marca 1904. Działały wówczas dwie linie:
- dworzec kolejowy − Sv. Polikarpa
- dworzec kolejowy − Marine Casino − Arena − centrum miasta − dworzec kolejowy

Przy końcówce Sv. Polikarpa znajdowała się zajezdnia. W latach późniejszych zbudowano odgałęzienie z Arena do Šijanskoj šumi. Planowano także dalsze przedłużenie linii do Vodnjana. Tramwaje w Puli zlikwidowano 16 czerwca 1934 i zastąpiono autobusami.

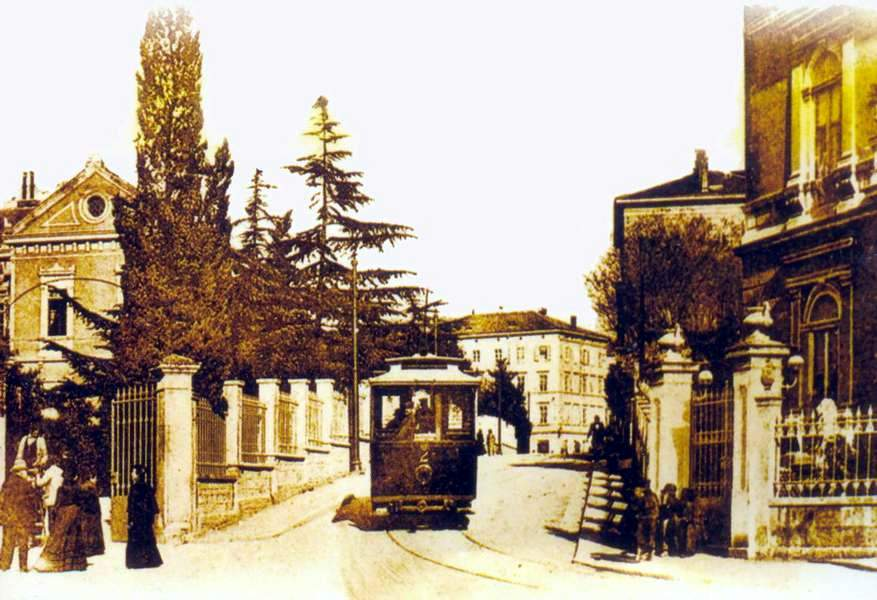
Tramwaj w Puli